# Julius Rollmann
Julius Ernst August Hermann Rollmann (* 13. Dezember 1827 in Soest; † 30. April 1865 in Düsseldorf) war ein deutscher Landschaftsmaler der Düsseldorfer Schule.

## Leben
Rollmann kam früh nach Düsseldorf in die Ausbildung bei dem Dekorationsmaler Ludwig Pose. An der Kunstakademie Düsseldorf besuchte er 1844/1845 gleichzeitig die Elementarklasse. Mehrere Jahre studierte er an der Berliner Akademie. Von dieser erhielt er 1862 die „Kleine Goldene Medaille für Kunst“. 1853 siedelte er sich wieder in Düsseldorf an, wo er Mitglied des Künstlervereins Malkasten wurde. Von dort aus ging er auf Reisen, in die bayerischen Gebirge (1855) und nach Oberitalien (1858, 1863). Einige Zeit verweilte er in München und seiner Umgebung, auch in der Künstlerkolonie von Brannenburg, wo er sich in den frühen 1860er Jahren zu jährlichen Studienaufenthalten mit anderen Düsseldorfer Künstlern traf, etwa Ludwig Hugo Becker, Carl Irmer, Wilhelm Busch und Christian Kröner. Nach seinem frühen Tod geriet Rollmann bald in Vergessenheit, doch als im Jahre 1919 anlässlich der Hundertjahrfeier der Kunstakademie Düsseldorf der Kunstverein für die Rheinlande und Westfalen die Ausstellung „Ältere Düsseldorfer Landschaftsmalerei“ veranstaltete, waren seine Bilder, die vor allem der Schule von Johann Wilhelm Schirmer zugeordnet werden, eine große Überraschung. „Wer ist Julius Rollmann?“ fragte Walter Cohen im Vorwort des Ausstellungskatalogs.

## Werke (Auswahl)

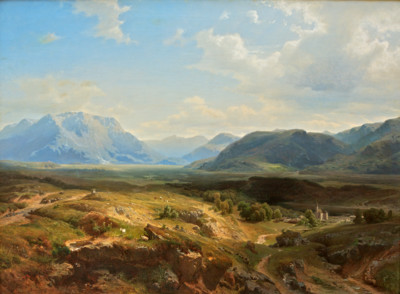
Voralpenlandschaft, 1857

- Die Mühlsturzhörner in Tirol, 1853
- Hochgebirge, 1853
- Am Obersee, 1855
- Gebirgslandschaft mit zwei Raubvögeln am Fluss, 1856
- Voralpenlandschaft, 1857
- Venedig, 1858
- Blick auf Florenz, 1860
- Hirschjagd im Gebirge, 1861
- Canale Grande, Venedig, 1863
- Blick von Brannenburg auf den Heuberg, 1864
- In Venedig, 1865